# Brewster megye
Brewster megye az Amerikai Egyesült Államokban, azon belül Texas államban található. Megyeszékhelye és legnagyobb városa Alpine. Lakosainak száma 9546 fő (2020. április 1.). Brewster megye Pecos, Terrell, Presidio, Jeff Davis, Manuel Benavides község, Acuña község és Ocampo község megyékkel határos.

## Népesség
A megye népességének változása:
| Lakosok száma | 9274 | 9353 | 9254 | 9286 | 9145 | 9546 |
|               | 2010 | 2011 | 2012 | 2013 | 2015 | 2020 |